# Davide Giazzon
Davide Giazzon (Venezia, 16 gennaio 1986) è un ex rugbista a 15 e allenatore di rugby a 15 italiano, in carriera attivo nel ruolo di tallonatore e 29 volte internazionale per l'Italia. Dal 2024 capo allenatore del Rovigo.

## Biografia
Formatosi rugbisticamente con il Mogliano, Giazzon si mise ben presto in evidenza disputando la Coppa del Mondo e il Sei Nazioni U-20 con la nazionale italiana di categoria. Nel 2008 gli si presentò l'opportunità di giocare con i Crociati nel campionato di Eccellenza, dimostrando tutto il suo valore durante i tre anni passati con la squadra di Parma. Nel 2011 si trasferì al Rovigo; durante questo stesso periodo Giazzon fu chiamato dalla franchigia degli Aironi, impegnata nel Pro12, in sostituzione dell'infortunato Carlo Festuccia.
Dopo lo scioglimento degli Aironi, avvenuto nel 2012, Giazzon continuò a giocare nel Pro12 unendosi alla nuova franchigia delle Zebre. Il 9 giugno dello stesso anno, Davide Giazzon fece il suo debutto internazionale con l'Italia giocando contro l'Argentina durante il tour in Nord e Sudamerica. Tre anni dopo, il C.T. Jacques Brunel lo convocò per disputare la Coppa del Mondo di rugby 2015 dove collezionò tre presenze subentrando dalla panchina.
Nel 2014 viene ingaggiato dal Benetton.
Alla fine della stagione 2016-2017 lascia Treviso per approdare al Mogliano Rugby in Eccellenza.
Nel gennaio del 2018 annuncia di volersi ritirare immediatamente dal rugby giocato per potersi dedicare al suo negozio di pesca.

## Palmarès

### Allenatore
- Campionati italiani: 1
Rovigo: 2024-25
- Coppe Italia: 1
Rovigo: 2024-25